# Comuna Dumbrăveni, Vrancea
Dumbrăveni (în trecut, Plăinești, Plăginești și Generalisimul Suvorov) este o comună în județul Vrancea, Muntenia, România, formată din satele Alexandru Vlahuță, Cândești, Dragosloveni și Dumbrăveni (reședința).

## Așezare
Comuna se află în zona de dealuri din partea central-sudică a județului, și este străbătută de râul Râmna. Prin comună trece șoseaua națională DN2, care leagă Focșaniul de Buzău. La Dumbrăveni, aceasta se intersectează cu șoseaua națională DN2N, care leagă comuna spre est de Sihlea și Tătăranu (unde se termină în DN23A) și spre vest de Dumitrești, Chiojdeni și Jitia. Tot la Dumbrăveni, din DN2 se mai ramifică și șoselele județene DJ205B și DJ204F, care duc spre Gugești, și DJ204P, care duce spre vest la Gura Caliței și Dumitrești.

## Demografie
Componența etnică a comunei Dumbrăveni
     Români (91,83%)
     Alte etnii (8,17%)
Componența confesională a comunei Dumbrăveni
     Ortodocși (91,11%)
     Alte religii (0,86%)
     Necunoscută (8,03%)

Conform recensământului efectuat în 2021, populația comunei Dumbrăveni se ridică la 4.174 de locuitori, în scădere față de recensământul anterior din 2011, când fuseseră înregistrați 4.281 de locuitori. Majoritatea locuitorilor sunt români (91,83%). Din punct de vedere confesional, majoritatea locuitorilor sunt ortodocși (91,11%), iar pentru 8,03% nu se cunoaște apartenența confesională.

## Politică și administrație
Comuna Dumbrăveni este administrată de un primar și un consiliu local compus din 13 consilieri. Primarul, Valentin Tâlvăr[*], de la Partidul Social Democrat, este în funcție din 2012. Începând cu alegerile locale din 2024, consiliul local are următoarea componență pe partide politice:
|  | Partid                          | Consilieri | Componența Consiliului | Componența Consiliului | Componența Consiliului | Componența Consiliului | Componența Consiliului | Componența Consiliului | Componența Consiliului |
|  | ------------------------------- | ---------- | ---------------------- | ---------------------- | ---------------------- | ---------------------- | ---------------------- | ---------------------- | ---------------------- |
|  | Partidul Social Democrat        | 7          |                        |                        |                        |                        |                        |                        |                        |
|  | Partidul Național Liberal       | 5          |                        |                        |                        |                        |                        |                        |                        |
|  | Alianța pentru Unirea Românilor | 1          |                        |                        |                        |                        |                        |                        |                        |

## Istorie
La sfârșitul secolului al XIX-lea, comuna purta numele de Plăinești, făcea parte din plasa Râmnicul de Sus a județului Râmnicu Sărat și avea în compunere satele Plăinești, Târgu Cucului, Cândești și Gugești, cu o populație totală de 3040 de locuitori. În comună funcționau trei biserici, un schit și două școli mixte cu 265 de elevi. La acea vreme, pe teritoriul actual al comunei, funcționa în plasa Marginea de Sus a aceluiași județ și comuna Dragosloveni, formată din satele Dragosloveni și Terchești, cu 1071 de locuitori; aici existau două biserici (una în fiecare sat) și două școli mixte cu 69 de elevi în total.
Anuarul Socec din 1925 consemnează comuna cu numele de Plăginești, reședință a plășii Plăginești din același județ. Ea avea 3627 de locuitori în satele Cândești, Gugești, Plăginești și Târgu Cucu. Comuna Dragosloveni făcea parte și ea acum din plasa Plăinești și avea 1200 de locuitori în cele două sate ale ei. În 1931, din comuna Plăinești s-a desprins comuna Gugești (cu satele Gugești și Oreavu), iar în comuna Dragosloveni a apărut și satul Nemțari.
Întrucât se împlineau 160 de ani de la bătălia de la Râmnicu Sărat⁠(ru)[traduceți], comuna și satul ei de reședință au luat în 1949 denumirea de Generalisimul Suvorov, iar în sat a fost ridicat un monument în memoria generalului rus Alexandr Suvorov. Comuna Dragosloveni a fost la un moment dat desființată, fiind împărțită între comunele Popești și Generalisimul Suvorov. În 1950, cele două comune au fost arondate raionului Focșani din regiunea Putna apoi (după 1952) din regiunea Bârlad și (după 1956) din regiunea Galați. În 1964, s-a renunțat la denumire de Generalisimul Suvorov, comuna fiind rebotezată Dumbrăveni. În 1968, comuna a fost inclusă în județul Vrancea, iar satul Nemțari a fost desființat și inclus în satul Dragosloveni.

## Monumente istorice
În comuna Dumbrăveni se află cinci monumente istorice de interes național din categoria siturilor arheologice, toate descoperite în zona satului Cândești. Unul este așezarea din punctul „Coasta Rublei” din neoliticul timpuriu (cultura Starcevo-Criș); altul, cel de la „Curături” conține o așezare eneolitică aparținând culturii Boian); în vatra satului se găsește o altă așezare eneolitică, atribuită culturii Cucuteni faza A; pe coasta Nacului, la „Cetățuia” se află urmele unei așezări geto-dacice din secolele al II-lea î.e.n.–I e.n. (perioada Latène), precum și o fortificație din Epoca Bronzului (cultura Monteoru); în punctul „Corbea” s-au descoperit urmele unei alte așezări din cultura Monteoru.
În rest, alte patru obiective din comună sunt incluse în lista monumentelor istorice din județul Vrancea ca monumente de interes local. Între ele se numără alte două situri arheologice. Unul, aflat în punctul „Plainos”, din extremitatea sudică a satului Dragosloveni, conține urmele a două așezări: una din Epoca Bronzului (cultura Monteoru) și alta eneolitică din cultura Cucuteni, faza A. Celălalt, de pe Movila Mare, pe amplasamentul inițial al statuii lui Suvorov, cuprinde și el urmele unor așezări din cultura Monteoru și cultura Cucuteni. Biserica „Nașterea Maicii Domnului” (1802–1804) a fostului schit Recea, de la Cândești, este un monument de arhitectură. Statuia generalului Alexandr Suvorov din Dumbrăveni (aflat în extremitatea vestică a satului, spre Dragosloveni), opera sculptorului Marius Butunoiu, ridicat la începutul secolului al XX-lea, este clasficiată ca monument public. De asemenea, casa memorială Alexandru Vlahuță din Dragosloveni (unde a locuit scriitorul după a treia sa căsătorie, cu fata unui proprietar agricol din zonă) este clasificată drept monument memorial sau funerar.

## Personalități marcante
- Duiliu Zamfirescu (1858-1922),  scriitor român
- Alexandru Vlahuță (1858-1919), scriitor român; devine din 1905 cetățean al comunei Dumbrăveni, prin a treia sa căsătorie cu Ruxandra, fiica unui proprietar agrar din Dragosloveni, comuna Dumbrăveni.
- Cincinat Pavelescu (1872-1934), scriitor și avocat român; își începe cariera juridică, la 21 iunie 1899, în calitate de ajutor de judecător în Plăinești, actuala comună Dumbrăveni.
- Gheorghe Alexandru Plagino (1878-1949), primul sportiv care a reprezentat România la Jocurile Olimpice.
- George Ștefănescu (1914-2007), pictor și scenograf român